# Park Wan-suh
Park Wan-suh (Gyeonggi, 20 ottobre 1931 – Guri, 22 gennaio 2011) è stata una scrittrice sudcoreana.
È conosciuta anche come Park Wan-seo, Park Wan-so, Park Kee-pah e Pak Wan-so.

## Biografia
Park Wan Suh nasce nel 1931 nel Gyeonggi, parte della regione dell'attuale Corea del Nord conosciuta come Hwanghaebuk-do.
Iscrittasi all'Università di Seul nel 1950, pochi mesi dopo dovette abbandonare gli studi a causa dello scoppio della guerra di Corea. Questa esperienza, che si rivelerà traumatica per l'autrice, rappresenterà uno dei temi centrali del suo primo filone di opere letterarie. Il clima di tensione sociale con i comunisti coreani negli anni '50 in Corea colpì direttamente la famiglia dell'autrice: suo zio venne fucilato dai comunisti dopo essere stato accusato di essere un collaborazionista, mentre il fratello di Park, che aveva avuto un passato di militante in organizzazioni nazionaliste, fu a lungo perseguitato dopo che nel 1950 le truppe nordcoreane occuparono Seul. La stessa scrittrice, all'epoca diciannovenne, preoccupata per la precaria situazione in cui versava la famiglia dopo l'occupazione, si unì ad un gruppo paramilitare anticomunista, dove lavorò come segretaria.
Dopo la morte del fratello l'esercito nordcoreano separò Park Wansuh dalla madre e dal fratello maggiore. Mentre questi ultimi alla fine delle ostilità si ritrovarono bloccati nella neonata Corea del Nord, Park rimase in Corea del Sud, e visse nel Villaggio di Achui, nel Guri, fino alla morte, sopraggiunta nel 2011 a causa di un cancro.

## Opera letteraria
Park pubblicò il suo primo romanzo, The Naked Three (Namok) nel 1970, all'età di 40 anni, quando il suo quinto e ultimo figlio iniziò la scuola, lasciandole maggior tempo a disposizione per scrivere Ispirato in parte alle vicende personali della stessa autrice, il romanzo è ambientato durante la Guerra di Corea e narra la storia di Kyung-a, una giovane donna che lavora in uno studio che produce ritratti personalizzati per i soldati statunitensi di stanza in Corea. Durante il racconto, è la stessa Kyung-a in prima persona a guidare il lettore attraverso le vicende della sua quotidianità. La protagonista racconta la malinconica esistenza che trascorre a casa con la madre e le difficoltà che incontra nel relazionarsi con il sesso maschile, rappresentato dalla figura di un uomo sposato che da Seul scappa in Corea del Nord. Con tatto e discrezione, Park, attraverso Kyung-a, descrive il rapporto tra Corea del Sud e Stati Uniti, ritraendo la Seul dei primi anni '50 e il difficile passaggio della protagonista del romanzo dalla giovinezza all'età adulta, nonché il suo personale raggiungimento della maturità in un periodo traumatico come quello del Conflitto in Corea.
Tra i suoi romanzi, The Dreaming Incubator del 1993 è forse l'esempio più vivido della sua opera. Narrato in prima persona, è la storia relativamente semplice di una giornata della vita di una protagonista anonima. In esso si raccontano le vicende di una donna che è costretta ad abortire più volte fino a che non sarà in grado di generare un figlio maschio per il marito e per i suoceri, per cui nutre un odio profondo. Attraverso il flusso di ricordi continui della protagonista, Park muove una critica al maschilismo e al sistema patriarcale dominante nella società coreana moderna, sottolineando il ruolo dell'uomo (rappresentato dal marito della protagonista) nello spingere la moglie ad abortire, privandola di ogni scelta. Attraverso gli occhi di una donna che è stata costretta ad abortire una figlia femmina per poter al più presto dare alla luce un "erede" maschio, The Dreaming Incubator diventa una critica all'organizzazione maschio-centrica della società coreana, che riduce la donna ad incubatrice e partoriente di prole maschile.
I suoi lavori più noti in Corea del Sud includono inoltre Year of Famine in the City (도시의 흉년凶年), Swaying Afternoons, Warm Was the Winter That Year, and Are you Still Dreaming?.
Dopo il successo del primo racconto la sua opera crebbe rapidamente. Nel 2007 Park aveva già scritto cinquanta romanzi e 10 collezioni di storie brevi. In Corea i suoi libri godono di una grandissima popolarità e le hanno fatto vincere numerosi premi, tra cui il Premio letterario Yi Sang nel 1981, il Korean Literature award nel 1990 e il Dong-in Literary Award nel 1994. Nel corso di una carriera durata trent'anni, il lavoro di Park si è focalizzato soprattutto sull tema della famiglia e su una critica aspra, a volte feroce, della middle-class coreana.
Tra i romanzi tradotti più famosi di Park figura sicuramente Who Ate up All the Shinga (Komandon shinga nun nugadamogossoyo?, 1992) che ha venuto oltre un milione e mezzo di copie in Corea del Sud e che è stato ben accolto dalla critica inglese.

## Temi
Per quanto riguarda le tematiche della sua opera, il lavoro di Park può essere diviso in tre gruppi.
Il primo gruppo di romanzi narra i tragici eventi della guerra e le loro conseguenze, e molti riflettono le esperienze personali della stessa autrice. Dopo la separazione dalla sua famiglia e la morte del fratello a causa della guerra, le difficili vicissitudini di questo periodo sono narrate in romanzi come The Naked Three (1970), Mother's Stake I (Eommaui malttuk I, 1980), Mother's Garden (Eommaui tteul, 1981), Warm Was the Winter That Year (Geuhae gyeoureun ttatteuthaennae, 1983). Si tratta di ritratti di famiglie distrutte dalla guerra e della pesante eredità che questa ha lasciato ai sopravvissuti al conflitto. La figura centrale nei romanzi di questo periodo è la madre, che deve continuare ad andare avanti anche dopo la morte del marito e dei figli a causa della guerra. In The Naked Tree, ad esempio, la figura materna è rappresentata come un guscio vuoto. La sua incapacità di far fronte alla sua doppia perdita finisce con il privarla completamente della voglia di vivere. Il posto da lei lasciato vuoto viene assunto dalla figlia, che sacrifica la sua giovinezza per sobbarcarsi sulle spalle il peso delle responsabilità di un adulto. La prosa fitta intensifica il senso di oppressione e di soffocamento che pervade le vite della Corea post conflitto. Dove lo sforzo della figlia di ricostruire anche solo un piccolo spazio di normalità produce un contrasto positivo rispetto alla passività della madre e della sua rassegnazione, l'opera rivela allo stesso tempo la gravità dei danni, sia fisici che psicologici, che la guerra ha lasciato permanentemente sui sopravvissuti e le difficoltà dei tentativi di ritornare alla normalità.
Il secondo filone dell'opera di Park è caratterizzato dalla critica all'ipocrisia e al materialismo della middle-class coreana. Con chirurgica precisione ed acume, Park descrive le ipocrisie e la grigia vita della classe media coreana benestante, impegnata nello sforzo di mantenere i suoi errati valori e in cui i personaggi facenti parte di quest'ultima si impegnano in volontarie e gratuite crudeltà verso sé stessi e verso gli altri. In questi lavori l'autrice lascia anche spazio per un senso di pietà e di orrore per la monotonia esistenziale di queste persone. Un esempio è Identical Apartments (Dalmeun bangdeul, 1974), dove schiere di palazzi con appartamenti di uguale forma, arredamento e decorazione descrivono nient'altro persone intente a vivere la stessa vita di altri, gratificando sé stessi solo attraverso un materialismo sfrenato. Le conseguenze dei matrimoni combinati, che portano a risultati disastrosi e a vite di coppia inesistenti, sono invece il tema principale di A Reeling Afternoon (Huicheonggeorineun ohu, 1977), mentre Children of Paradise (Naktoui aideul, 1978), altra denuncia della società borghese, è un'invettiva contro il sistema scolastico. In questi lavori, atti di pura avidità e snobbismo sono legati a problemi sociali più vasti e profondi, come la perdita dei vecchi valori tradizionali e la dissoluzione delle famiglie. A loro volta, tutti questi problemi si ritrovano ad essere sia sintomo che conseguenza della rapida industrializzazione della Corea e del cambiamento sociale che scosse il paese negli anni '60.
Nel 1980 le tematiche affrontate da Park fino a quel momento si evolvono e si focalizzano sul problema della condizione femminile nella società coreana e su cosa comporta vivere in una società patriarcale, fortemente maschilista, dovendo però continuare a mantenere le apparenze di normalità pretese negli ambienti della classe media, celando i reali disagi. Lavori come The Beginning of Days Lived (Sarainneun nareui sijak, 1980), The Woman Standing (Seo inneun yeoja, 1985) e il già citato The Dreaming Incubator (Kkum kkuneun inkyubaeiteo, 1993) appartengono al terzo e ultimo filone narrativo dell'autrice.

## Opere
(elenco parziale)
- 1979 Year of Famine in the City (도시의 흉년)
- 1982 Mother's Garden (엄마의 말뚝)
- 1983 Warm Was the Winter That Year (그해 겨울은 따뜻했네)
- 1985 Three Days in That Autumn (그 가을의 사흘동안)
- 1992 Who Ate Up All the Shinga? (그 많던 싱아는 누가 다 먹었을까?)
- 2016 "Identical Apartments" (in The Future of Silence Fiction By Korean Women)

### Opere tradotte in inglese
- My Very Last Possession: And Other Stories (1999)
- Sketch of the Fading Sun (1999)
- Three Days in That Autumn (2001)
- Weathered Blossom (Modern Korean Short Stories) (2006)
- Who Ate Up All the Shinga?: An Autobiographical Novel (2009)
- The Red Room: Stories of Trauma in Contemporary Korea (2009)

## Riconoscimenti
- Korean National Literature Award (한국문학작가상 1980)
- Premio letterario Yi Sang (1981)
- Republic of Korea Literature Prize (大韓民國文學賞 대한민국문학상 1990)
- Hyundae Munhak Award (1993)
- Dong-in Literary Award (1994)
- Daesan Literary Awards (1997)
- Ho-am Prize in the Arts (2006)
- Order of Cultural Merit (2011)[14]